# Лонго, Юрий Андреевич
Ю́рий Андре́евич Ло́нго (настоящая фамилия Головко́; 23 сентября 1950, Незамаевская, Краснодарский край — 17 февраля 2006, Москва) — российский иллюзионист, телеведущий и писатель, прославившийся благодаря серии рекламных трюков с элементами гипноза и создавший себе образ «магистра белой практической магии». Известен как автор книг об эзотерике, мистике и магии, участник телепередач и герой документальных фильмов.
Известность в СССР и России Лонго обрёл после того, как в 1990 году в эфире программы ТСН вышел видеосюжет, в котором Юрий Лонго проводил ритуал по «оживлению мертвеца» в здании морга Института скорой помощи имени Склифосовского. Позже выяснилось, что это было обычным трюком: роли «умершего» человека и находившихся сотрудников медперсонала исполнили помощники Лонго по его развлекательным номерам. Деятельность Лонго неоднократно подвергалась критике со стороны научных скептиков и представителей церкви.

## Ранние годы

### Образование
Юрий Андреевич Головко родился 23 сентября 1950 года в станице Незамаевской (ныне — Павловского района Краснодарского края). Отец — Андрей Иванович Головко, увлекался рисованием; мать — Прасковья Ефимовна Ткаченко, учительница начальных классов. Единоутробная сестра — Валентина Алексеевна Мелета (род. 9 октября 1941 года), учительница математики в средней школе станицы Незамаевской. Юра окончил всего восемь классов школы, после чего уехал из станицы. К воинской службе Юрий был негоден: однажды на уроке физкультуры он упал с турника и сломал локтевую кость, вследствие чего рука перестала полностью разгибаться, несмотря на старания Юры и все упражнения для пострадавшей руки (примерно к 30 годам кости в его руке уже неправильно срослись).
В интервью он давал разные сведения о своём образовании — так, он утверждал, что учился в художественном училище, но не закончил его, хотя при этом его картины хранились у него дома. В действительности Юрий учился в художественном кружке у Николая Андреевича, мужа своей сестры Валентины. В других интервью он говорил о том, что окончил заочное отделение факультета психологии Ленинградского государственного университета и даже учился в некоей театральной студии при КГБ СССР. Согласно его сестре Валентине, по окончании восьмого класса Юрий уехал в Краснодар, где окончил техникум, курсы художников-оформителей и курсы игры на инструментах духового оркестра. Он работал оформителем в клубе и на телестудии, выступал в духовом оркестре в клубе. Интересы Юрия были разносторонними: живопись (такой же интерес был у отца), музыка (хорошо играл на гитаре и баяне), радиотехника (выходил в эфир со своими позывными), художественная литература и стихи (Юрий вёл свой дневник).

### Начало творческого пути
Творческий путь Юрия начинался с работы массовиком-затейником на турбазах и санаториях под Адлером. По словам Оксаны Лозовой, его первой официальной супруги, Юрий устроился работать во дворце культуры предприятия «Криогенмаш», однако там долго не проработал, поскольку часто говорил неправду сотрудникам о себе, нередко выдумывая богатых и влиятельных родственников. В Москву Юрий попал в начале 1970-х годов почти без денег: из личных вещей он привёз всего две пары носков и двое трусов. Нередко он спал на газете на вокзале. Позже он переехал в коммунальную квартиру около Института скорой помощи имени Склифосовского. Официально он работал официантом вагона-ресторана в поезде, ходившем из Москвы в Тынду, Чебоксары, Ижевск, Караганду и Душанбе, учась заочно в ЛГУ на психолога и даже занимаясь «фарцой».
В 1977 году Головко пытался поступить в Московский государственный институт культуры, причём во время одного из посещений познакомился со своим будущим коллегой, артистом цирка и директором московского театра кукол «Легенда» Алексеем Гайваном, однако так и не подал документы, ограничившись лишь парой уроков актёрского мастерства за свою карьеру. Нередко Юрий приезжал из Москвы на родину в Краснодарский край, переводя деньги родным и близким. В Москве и Балашихе он работал массовиком-затейником в клубах и парках (в том числе в Парке культуры и отдыха имени Горького).

## Гайван, Гончаров и Цукерман
Карьеру иллюзиониста Головко начал после знакомства в 1979 году с артистом Московской областной филармонии, иллюзионистом Львом Корнеевым. За довольно крупную по тем временам сумму в 1000 рублей Лонго выкупил реквизит для фокусов с инструкциями и секретами. За одно выступление, по словам директора Музея трёх актёров Владимира Цукермана, Лонго получал по 5 рублей. В дальнейшем он продолжил свою карьеру в Москонцерте, взяв творческий псевдоним Лонго в честь Дмитрия Ивановича (Дмитруса) Лонго, жившего в Российской империи факира: Юрий придумал легенду, по которой Лонго якобы ещё до революции гастролировал по Кубани и соблазнил его бабку, а оттуда же проявилась и склонность Юрия к любовным похождениям (при этом реальный факир Лонго прожил до 105 лет, будучи холостяком и не оставив детей в браке, а у него самого не было даже трудовой книжки). По мнению Алексея Гайвана, идея псевдонима Лонго пришла благодаря запомнившейся табличке с надписью «улица Луиджи Лонго».
В 1980 году Головко начал сотрудничество с Алексеем Гайваном, начав с показа фокусов в его спектаклях. Через год он познакомился с Владимиром Цукерманом, который работал ассистентом у кукольницы Марты Цифринович, в «каморке папы Карло» — в комнате дома на Варшавке, где проживал артист кукольного театра Александр Астрогор, руководитель кукольного кружка на Нахимовском проспекте, позже ставший известным московским астрологом. Астрогор познакомил Цукермана с Корнеевым, а Юрий позже познакомил Цукермана с Геннадием Гончаровым, который тогда занимал должность заместителя директора ЖЭКа и, с собственных слов, увлекался гипнозом. Так начала образовываться команда артистов, куда входили Лонго в качестве фокусника, гипнотизёр Гончаров, Владимир Рубаник в качестве жонглёра, Цукерман как ведущий, факир Николай Александров и Андрей Ломакин, пародировавший Андрея Миронова. Гончаров при этом пользовался большой популярностью у женщин, в то время как к Лонго долгое время никто из зрительниц даже не подходил.
Лев Корнеев посоветовал Юрию и Владимиру выступать в паре. В дальнейшем Головко и Цукерман начали выступать в разных пионерских лагерях, школах и детских садах в составе бригады ВОС: Владимир играл роль конферансье, рассказывая анекдоты и показывая пародии, а Юрий показывал фокусы и общался с залом. Также в течение не менее пяти лет Головко гастролировал с Гайваном по разным городам СССР (в том числе в Приволжье, на Дальнем Востоке и в Сибири), зарабатывая с ним за одно выступление большие деньги (вплоть до тысячи рублей), что иногда вызывало откровенную зависть у некоторых артистов. Сам Юрий Лонго неоднократно становился объектом скандалов, выдавая себя при встрече с разными женщинами за советских звёзд театра, кино и эстрады — Никиту Михалкова, Стаса Намина, Леонида Филатова или Михаила Боярского, некоторым женщинам представлялся как посол СССР в США Анатолий Добрынин, а иногда любил выдавать себя за ученика Амаяка Акопяна.

## Образ «мага»
После начала Перестройки в моду стали входить явления, не признаваемые официальной наукой (факирство, шаманство и колдовство) и характеризовавшиеся прежде как антисоветские, не соответствовавшие учению марксизма-ленинизма и преследовавшиеся по закону. На волне этого Лонго и начал выступать с элементами гипноза после знакомства с Гончаровым, который вскоре стал руководителем Московской школы гипноза. В течение полутора лет Лонго был ассистентом Геннадия, репетируя разные трюки от хождения по стеклу до счёта в уме. Вскоре Юрий стал организатором гастрольных программ «В мире тайн и чудес» и «Твои возможности, человек» в 1980-е годы: в частности, в программе «В мире тайн и чудес» также выступали Рубаник, Цукерман и другой факир Ахмед Сурхатилов (выпускник ВГИК, школа Баталова). В другой программе Лонго выступал с Гайваном, который играл роль его конферансье, рассказывая между номерами анекдоты и фельетоны, а также исполняя частушки.
Позже Лонго заявил об намерении начать работу над сольной программой: он начал проводить телевизионные сеансы «исцеления» со зрителями в зале (например, укладывал на битые стёкла зрителей, чтобы избавить их от остеохондроза) а также спектакли по «вызовам духов». Поводом для решения стал тот факт, что в календаре Гончарова в одно время намечались выступления в Чебоксарах и Ленинградской области, а отказ от них был чреват неустойкой. Пользуясь советами Цукермана, Лонго начал проводить собственные шоу с элементами гипноза: фактически его карьера началась с выступления в Чебоксарах, когда несколько пожилых женщин заснули под влиянием гипноза, организованного Лонго. Лонго демонстрировал в своих выступлениях не только гипноз (уверял, что владеет 120 его разновидностями), но и телепатию, телекинез, пирокинез и даже ясновидение (по собственным утверждениям, о некоторых методиках он якобы узнал от сотрудников КГБ). В традиционный образ Юрия Лонго входили белый балахон и цепи. Организаторы похожих «магических» шоу-программ утверждали, что Лонго не читал никаких специальных книг, готовясь к выступлениям, и действовал исключительно интуитивно.
По словам Владимира Цукермана, Лонго умудрился по уровню популярности и скандальности обойти даже Алана Чумака и Анатолия Кашпировского: в Москве его программы собирали полный аншлаг (в том числе концертный зал «Октябрь»), а в 1992 году в Сочи на его выступление пришло даже больше людей, чем на выступление цирка Натальи Милаевой. Известность Лонго вышла за пределы СССР: в 1990 году он принял участие в телевизионном шоу «Необычное в нашей жизни» в Японии и завоевал первый приз. Однако в одном интервью одному из немецких телеканалов Лонго отказался называть себя магом или чародеем и заявил, что «практическая магия не работает». В своей деятельности Лонго, по его словам, использовал только силу внушения и самовнушения, поэтому его можно было, с точки зрения Гончарова, называть только артистом оригинального жанра (гипнотизёром или иллюзионистом), а не чародеем или магом. Тем не менее репутация и скандальная слава вынуждали его порой на выступлениях идти на обман зрителей, который не нёс какого-либо злого умысла.

## Скандальные трюки

### Трюк в морге Склифосовского
22 декабря 1990 года в эфире программы ТСН появился видеосюжет под названием «Оживление трупа в московском морге», который принёс Лонго скандальную славу и известность на всю страну. В морге при Институте скорой помощи имени Н. В. Склифосовского Лонго в присутствии трёх человек, представленных как медсестра и два санитара, совершал руками какие-то пассы и движения, после чего тело человека, который был объявлен умершим, начало совершать некие движения, двигаясь вслед за руками иллюзиониста. В прессе после этого сюжета появились множество сенсационных статей с утверждениями как минимум спорного характера: в адрес Лонго зазвучали просьбы повторить этот трюк с телом Ленина или даже телом Сталина, чтобы предотвратить надвигающуюся геополитическую катастрофу в стране, хотя Лонго в шутку не раз говорил, что мог бы при всём желании оживить Ленина, но ему запретила это делать церковь. Позже поступали разные сообщения о гастролях Лонго в США, съёмках в рекламном ролике с Мадонной и даже встрече с депутатами Верховного Совета СССР. Гончаров утверждал, что Лонго в действительности нередко посещал морги и пытался какими-то манипуляциями заставить мышцы умерших людей самопроизвольно сокращаться, поскольку некогда читал о случаях самопроизвольных сокращений мышц у умерших.
1 февраля 1991 газета «Комсомольская правда» раскрыла трюк Лонго «Оживление мертвеца». После выключения камеры Лонго официально заявил, что весь процесс «оживления» был постановочным. Роль «покойного пациента» исполнил его конферансье Алексей Гайван, который в качестве гонорара за съёмки попросил бутылку водки. Роль медсестры, которая упала в обморок, исполнила состоявшая тогда в браке с Юрием его ассистентка Елена, роли санитаров — администратор артиста Евгений Вуколов и ещё один артист Альберт Махмутов, работавший до карьеры иллюзиониста официантом пиццерии. Автором всей идеи этого трюка стал Геннадий Гончаров. Однако, по словам Гайвана, Гончаров настолько завидовал Лонго после выхода видеосюжета, что рассказал журналисту «Комсомольской правды» Олегу Кармазе правду о том, что именно происходило в морге, и даже попытался убедить Гайвана подтвердить факты в обмен на сумму в 5 тысяч долларов: Гайван отказался наотрез, назвав Гончарова непорядочным человеком.
Запись программы ТСН была опубликована не в прямом эфире: кассету с видео трюка, записанного ещё в 1989 году, Лонго отправил предварительно в редакцию программы. Опровергая слухи и обвинения в богохульстве, Лонго изначально говорил, что всего лишь восстанавливал двигательные функции умершего организма, но не заставлял никогда оживать мозг. Однако уже позже Лонго стал признавать, что его трюк был откровенно глупым поступком, а всяческие попытки «оживить мертвеца» или хотя бы изобразить его оживление — грехом (в этом обмане его упрекал и протоиерей Александр Новопашин, у которого Юрий хотел принять крещение).

### Трюки Чеботарёва-Антовецкого
Среди других известных трюков авторства Лонго были «Левитация», «Хождение по воде» и «Поджигание электроплитки». Значительную часть технически сложных трюков организовал Руслан Чеботарёв-Антовецкий, который пропал без вести за три года до смерти Лонго (по некоторым данным, он страдал от алкоголизма). Трюк «Поджигание электроплитки» заключался в том, что электроплитку заваливали сухими листьями и травой, Лонго делал пассы руками, а Чеботарёв тайно включал электроплитку в сеть, заставляя листья загораться. Запись «Левитации» также принесла иллюзионисту известность: Лонго поднимался в воздух благодаря железной трубе, которую незаметно вытаскивали из-за ширмы ассистенты и на которую он садился. Однако съёмки этого трюка отняли пять дублей, поскольку Лонго постоянно падал. Трюк «Хождение по воде» заключался в хождении по Останкинскому пруду, в котором под водой находились настил и притопленная пожарная лестница. Сотрудники Останкино при этом знали секрет фокуса.
На одном из выступлений в кинотеатре «Октябрь» среди зрителей присутствовал Юрий Никулин, которому посоветовали пригласить Юрия Лонго в Московский цирк, но после сеанса он отказался от идеи приглашения Лонго, буквально заявив: «Такого безобразия Московский цирк не потерпит». Подробные описания фокусов и трюков Лонго позже неоднократно давал артист эстрады менталист Юрий Горный, отметив, что «в цирке уважающие себя артисты такими вещами не занимаются». Пытаясь создать себе имидж «ясновидящего», который способен найти человека по фотографии или описать его характер, Лонго однажды стал фигурантом скандала во время прямого эфира: в одной из телепередач Ивана Кононова артист Юрий Горный зачитал ему письмо от имени жены и ребенка некоего «Александра Александровича Артамонова», который якобы ушел и не вернулся. Лонго, просмотрев фотографию, заявил, что пропавший находится в бегах и объявлен в розыск милицией, однако скоро объявится. Но через неделю на Лонго сам Артамонов подал в суд за клевету, поскольку никуда не сбегал. С большим трудом Лонго и Кононов убедили героя программы отозвать иск.
Выступления Лонго и его «целительскую» деятельность критиковала Русская православная церковь, которая называла грехом не только магическую и колдовскую деятельность Лонго, но и попытки Юрия Лонго обмануть зрителей и внушить им, что скандально известный трюк в морге с «оживлением» не был постановкой. Также раскритиковала его заявления и деятельность Комиссия по борьбе с лженаукой при Президиуме РАН.

## Вне карьеры артиста
В 1990-е годы Лонго занялся бизнесом, оказывая различные «магические» и психологические услуги гражданам: в прессе упоминались его многочисленные титулы и награды, в том числе звания «магистра белой практической магии» и даже «магистра белой и чёрной магии», членство в Международной ассоциации магов и колдунов Австралии, а также основанная им «Школа колдунов» в Москве с филиалами в Германии, Австралии, США и Израиле. В школе, которая располагалась в помещении клуба «Ямское поле», Астрогор вёл теоретические занятия, а Лонго — практику, причем Гончарова Юрий не взял в школу из-за банальной зависти. Позже Астрогор ушёл из школы из-за роста возмущений и недовольства услугами, а вскоре закрылась и школа. С учётом того, что популярность Кашпировского, Чумака, Глобы и Джуны к тому моменту сошла на нет, Лонго продолжал издавать книги и гастролировать по странам мира. Однако в кризисный перестроечный и постперестроечный период, сопровождаемый резким ухудшением экономической и политической ситуации, податливостью общественного сознания начали пользоваться откровенные мошенники, представлявшиеся как специалисты в области нетрадиционной медицины, но не имевшие в реальности ни профильного образования, ни выдающихся научных достижений. В России продолжались открываться различные «магические салоны» и регистрироваться разные частные предприниматели, предлагавшие разнообразные «магические» услуги гражданам, но фактически отнимавшие деньги у клиентов. Вследствие этого Лонго, опасавшийся обвинений в мошенничестве, стал чаще отсчитывать сдачу своим клиентам. 25 сентября 2005 года Юрий Лонго окончательно прекратил свою предпринимательскую деятельность.
Некоторые заявления Лонго публиковались в 1996 году в антикоммунистической газете «Не дай Бог!» в разделе «Если бы Зюгановым был я» в преддверии президентских выборов. Юрий также публиковал в разных газетах (в том числе центральной прессе) предсказания и различные полезные советы (в том числе в газете «Тайная правда» Евгения Черных), но с долей иронии говорил, что уровень жизни в России поднимется только в случае, если народ перестанет верить «таким липовым предсказателям», как сам Лонго. О магических советах обретения счастья и душевной гармонии он говорил с не меньшей иронией, приводя пример, когда необходимо зашить лавровый лист в подкладку пиджака, но добавляя, что «если не верить, тут никакая лаврушка не поможет». На телевидении Лонго появлялся в программе «Третий глаз» на НТВ, соавтором и сопродюсером которой являлся, различных ток-шоу от «Большой стирки» на Первом канале до «Принципа домино» на НТВ, также сыграл самого себя в одном из эпизодов фильма «Дневной Дозор», вышедшего в 2005 году. Был героем документальных фильмов «Тело Ленина», «Магистр», «Миг колдовства» и «Волшебник».
В 2005 году Лонго сделал скандальное заявление о том, что избранный президент Украины Виктор Ющенко на самом деле скончался ещё до президентских выборов и Оранжевой революции, а у власти стоит его некий двойник, которому сделали пластическую операцию польские специалисты из некоего засекреченного биологического центра в Карпатах. По словам Лонго, у двойника были серьёзные различия во внешности с настоящим Ющенко, что президентская администрация попыталась якобы выдать за последствия отравления Виктора Ющенко диоксином в 2004 году, боясь раскрытия правды. Причиной проведения операции Лонго называл некий серьёзный внешнеполитический заказ, а сам факт этих мероприятий он «раскрыл» по банальной причине: ему не заплатили за его «работу». В окружении Ющенко расценили это как неумелую попытку пиара, но после кончины Лонго в адрес СБУ даже зазвучали обвинения в покушении на Лонго. Также незадолго до своей смерти Лонго публично обвинил во лжи и цинизме Григория Грабового, обещавшего «воскресить» погибших во время террористического акта в Беслане в 2004 году детей. По мнению знакомых Лонго, этой ссорой Грабовой мог свести Юрия в могилу.
По словам Владимира Цукермана, Лонго никогда не был злопамятным человеком, а всех своих критиков мечтал собрать в «Олимпийском» у Сергея Лисовского и на банкете, иронично названном «балом сатаны», помириться с ними. Сам Евгений Черных отмечал, что Лонго великодушно простил Гончарову даже разоблачение скандального трюка в морге.

## Личная жизнь
Юрию Лонго приписывали отношения со множеством женщин, в том числе с теми, кто приходил к нему «на приём»: пресса утверждала, что их количество шло на тысячи. По словам Владимира Цукермана, впервые Юрий «познал женщину в 25 лет» — это была некая натурщица, которую он рисовал обнажённой. Лонго утверждал, что ему нравились преимущественно полные женщины, схожие с его собственным типажем. Среди одной из его сожительниц была студентка, которая по голосу подражала Алле Пугачёвой, чем Лонго пользовался, нередко разыгрывая своих друзей и женщин: более того, он показывал часто фотографии со своей свадьбы, где вместо лица его супруги было вклеено лицо Пугачёвой. Вместе с тем утверждалось, что одна из его поклонниц на почве неразделённой любви в 1993 году совершила суицид, выбросившись из окна дома. Юрий также регулярно вёл дневник, а на основе переписок с подругами составлял разные рассказы, эссе и очерки; также он являлся автором множества афоризмов, которые нередко публиковались в «Литературной газете».
Официально же Лонго был женат трижды. Со своей первой супругой Оксаной Лозовой, физиком по образованию, Юрий познакомился в Адлере: она любила устраивать литературные вечера, на которых играла на гитаре и пела романсы. Однако он вскоре развёлся с Оксаной, сославшись на то, что ужиться с такой энергичной супругой ему было трудно. По словам Оксаны, Юрий, как провинциал, любил вычурно наряжаться и появляться в пёстрых нарядах в гостях, а его характер авантюриста и склонность к любовным похождениям разрушили этот брак. С Оксаной он проживал в Балашихе, после развода лишился почти всего имущества.
Его второй супругой стала Людмила Никитина, инспектор Госбанка, с которой он познакомился в троллейбусе летом 1980 года во время московской Олимпиады: ради Юрия Людмила развелась с первым мужем Владимиром Денисовым. Свадьба состоялась 11 апреля 1981 года, супруги переехали на Кутузовский проспект к матери Людмилы. Позже, по словам Юрия, Людмила стала чаще выпивать, что было связано с постоянными гастролями артиста. Людмилу у Юрия в итоге увёл некий «лучший друг». Но, по мнению секретаря Лонго Аллы Михайловой, это был наиболее счастливый брак Юрия: свою супругу он ласково называл «Бусиком», и даже после развода помогал ей материально (например, ухаживал за ней после сеанса химиотерапии в 1-й Градской больнице в начале 1990-х годов). Единственным ребёнком Юрия стала дочь Юлия, родившаяся 23 сентября 1981 года в день рождения отца. В детстве Юлия участвовала в школьных оперных постановках и выступала в Детском театре под руководством Натальи Сац. Сам Юрий нередко развлекал дома маленькую дочку собственными фокусами, которые показывал и зрителям. Позже поступила в педагогический колледж № 9 «Арбат» (при МГПУ имени К. Д. Ушинского), безуспешно пыталась пройти кастинг в женские поп-группы «Стрелки», «Любовные истории» (отправилась туда как победительница реалити-шоу «Звезда народа» на МУЗ-ТВ) и «Пропаганда»; также пыталась поступить во ВГИК, но потерпела неудачу. После развода родителей осталась жить с матерью, но получала материальную помощь от отца и часто с ним виделась. Супруг — Алексей. Уже после смерти отца у Юлии родились дочь Ксения и сын Илья.
Третья супруга — Елена (Анелина) Аркадьевна Семененко, уроженка Владикавказа, которая была моложе Юрия на 20 лет. На момент знакомства работала буфетчицей на станции Москва—Сортировочная. Она стала его ассистенткой под именем Анелина, создав себе вымышленную биографию об учёбе в музыкальном училище имени Ипполитова-Иванова, образовании психолога и брошенной карьере певицы ради жизни с Юрием — она заимствовала её у секретаря Лонго Аллы Пятигорской. Лонго нередко сравнивал её с Мэрилин Монро, в шутку называя «Рыжиком» и «Белочкой». С Еленой Юрий познакомился ещё в марте 1987 года, однако долгое время не заключал с ней официальный брак, который был организован лишь усилиями Пятигорской и формально продлился лишь с 15 ноября 1995 по 3 апреля 1996 года. По словам Гайвана, в брак Юрий и Елена вступили только после того, как спонсоры согласились оплатить их свадьбу, причём Елена за день до свадьбы написала расписку, по которой в случае развода отказывалась от любого имущества. Их отношения в целом были холодными: Юрий обвинял Елену в попытках манипулировать им, поскольку та жила фактически за его счёт, прежде в браке не состояла и детей не имела, а Елена в ответ стала распространять разные оскорбительные слухи про Юрия. Несколько раз Юрий безуспешно пытался выселить Елену из квартиры. Ещё со времён брака Анелина страдала алкогольной зависимостью, от которой не смогла излечиться. В марте 2022 года она неудачно упала в своей квартире и была госпитализирована в НИИ скорой помощи имени Склифосовского с рядом тяжёлых травм (в том числе переломом черепа), а 4 апреля 2022 года её не стало.
Последними двумя спутницами жизни Юрия были два его секретаря — Алла Пятигорская (выпускница музыкального училища имени Ипполитова-Иванова, актриса Театра оперетты), работавшая с ним с 1990 года, и Алла Михайлова, которая стала секретарём Юрия 1 июня 2003 года. Пятигорская, долгое время безуспешно искавшая работу в Израиле, в 1994 году официально стала секретарём Юрия и помогла ему зарегистрироваться в качестве частного предпринимателя. Михайлова встретилась со своей предшественницей 25 октября 2002 года, когда у той уже диагностировали рак (Пятигорская умерла 20 сентября 2004 года). В дальнейшем Михайлова стала также личным парикмахером и массажистом Юрия. По словам знавших Юрия людей, он был очень одиноким человеком и не любил шумные компании, но очень нуждался в любящей женщине, а также всерьёз задумывался о втором ребенке, вследствие чего предлагал Михайловой проверить здоровье в Центре планирования семьи и репродукции. Из друзей наиболее тесные отношения у Лонго в последние годы были с художником Никасом Сафроновым, с которым он любил ходить играть в казино «Галицин». Лонго характеризовался как достаточно скупой человек, однако, по словам конферансье и исполнительного продюсера ВИА «Самоцветы» Сергея Кузнецова, готов был выполнить абсолютно любую просьбу неденежного характера.
Долгое время Юрий Лонго не мог сменить свою фамилию в паспорте и проходил во всех официальных документах под фамилией Головко, пока директор одного дома культуры в Подмосковье не договорился с участковым о смене фамилии. Он любил классическую музыку, слушал также песни Олега Митяева, Эдиты Пьехи и Майи Кристалинской. Юрий был фанатом здорового образа жизни, выступая за правильное питание и поддерживая здоровье занятиями на тренажёрах и пробежками, катаясь на лыжах, коньках и сноуборде, никогда не курил и не пил, а для укрепления сердечно-сосудистой системы всегда пил зелёный чай, но при этом боялся любых диагнозов и из принципа не ходил ко врачам. По свидетельствам Аллы Михайловой, Лонго был инвалидом II группы по давлению и постоянно носил с собой рюкзак с лекарствами, а также часто употреблял жирную и копчёную пищу, несмотря на все предписания диетологов; также он был совершенно не приспособлен в обычных бытовых делах.

## Конец жизни

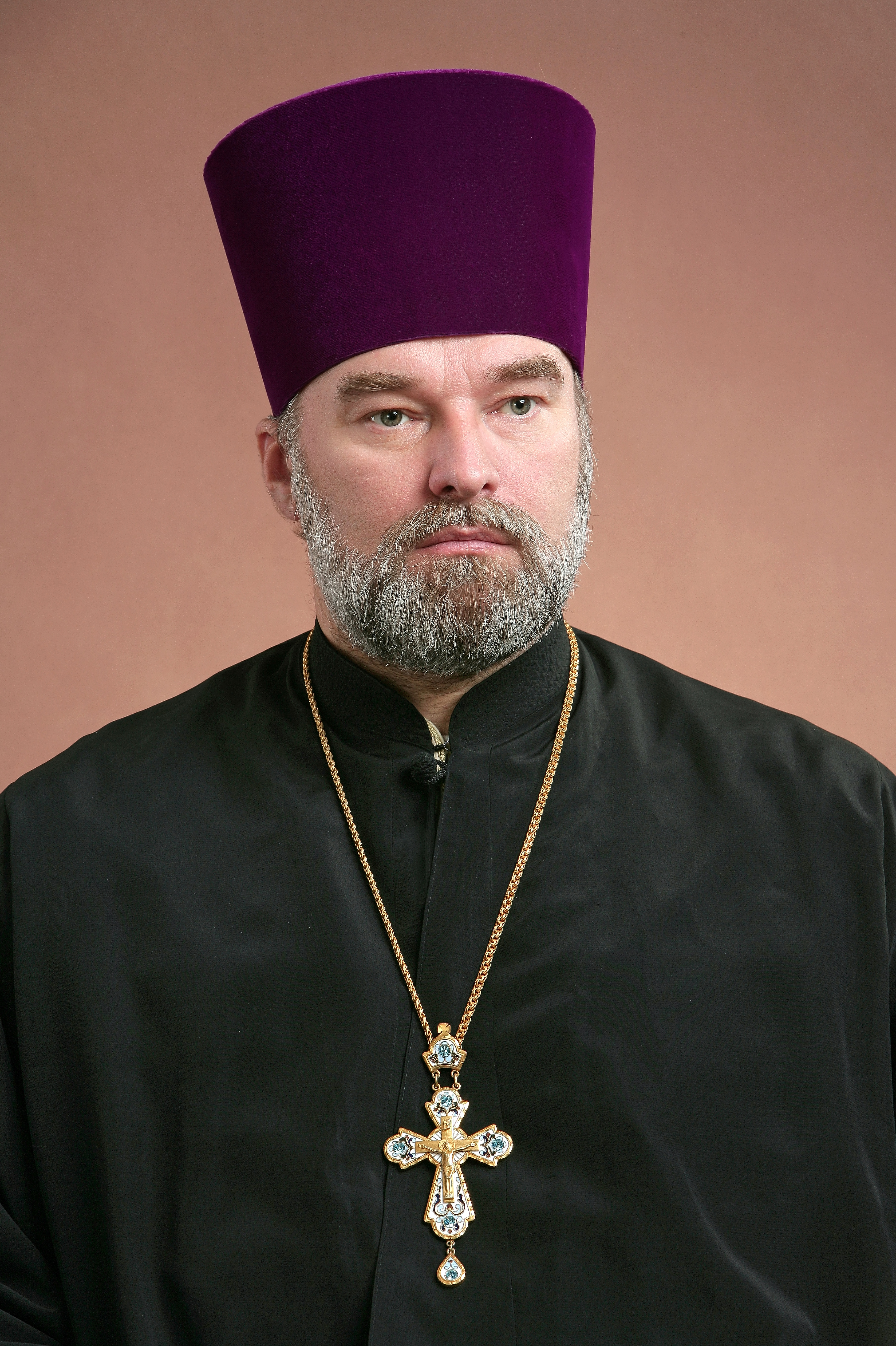
Протоиерей Александр Новопашин потребовал от Лонго публичного покаяния за свою деятельность

Одни журналисты писали о намерениях Лонго «дожить до 50-60 лет» и затем совершить добровольный уход из жизни, другие же говорили о его намерении просто прекратить свои практики и выступления и принести извинения перед всеми, кто мог пострадать в результате его манипуляций. Сам же Лонго за неделю до трагедии не подавал никаких признаков недомогания, намерений свести счёты с жизнью или уйти со сцены: он обсуждал творческие планы с друзьями (в частности, планировал написать новую книгу) и даже намеревался в мае совершить гастрольный тур по США и Канаде. Однако Юрий в то же время намеревался принять православное крещение по своей воле (в детстве он не был крещён): он обратился к настоятелю Новосибирского собора Святого Александра Невского, протоиерею Александру Новопашину, с просьбой окрестить его. Александр подтвердил факт разговора с Юрием о крещении незадолго до смерти артиста, но потребовал от Лонго публичного покаяния за свою деятельность — не только за магию и колдовство как тяжкие грехи, но и за рекламирование этих явлений, которое было ничем иным как мошенничеством и обманом. Лонго отказался выступать с раскаянием, поскольку не хотел на телекамеру делать подобные заявления: крещение он принял, по некоторым данным, в маленькой деревенской церкви во Владимирской области.
Несколько своих последних интервью Юрий Лонго дал для газеты «Комсомольская правда» 2 февраля 2006 года и в программе «Мужской клуб» на ТВЦ 7 февраля. К тому моменту, по словам его секретаря Аллы Михайловой, он уже был тяжело болен и даже лечился в клинике глазных болезней им. Гельмгольца (у него лопнул какой-то капилляр), а также сделал прививку от гриппа, что при его здоровье могло вызвать повышенное давление. 14 февраля Лонго, принявший двух клиентов и съездивший на курсы физиотерапии, внезапно на глазах у Аллы упал на пол и был госпитализирован с подозрением на инфаркт миокарда сначала в кардиореанимацию московской городской больницы № 63. Его изначально отказались принимать в связи с тем, что кардиограмма не подтвердила наличие инфаркта. Оттуда он был переведён в городскую больницу № 29: хотя в первой больнице первоначальный диагноз не подтвердился и врачи изначально заявили, что у Лонго обнаружен панкреатит, позже Юрию поставили диагноз — расслоение аорты. В Институте скорой помощи имени Склифосовского врачи провели меньше чем за 3 часа комплексное обследование организма и заявили, что расслоившаяся аорта «похожа на холодец или кисель» и была в острой форме, вследствие чего проводить операцию по восстановлению аорты было нельзя. Шансы Лонго пережить операцию и умереть на операционном столе были абсолютно равны. По словам Михайловой, Лонго усмотрел в переводе в институт имени Склифосовского некую печальную иронию, поскольку в морге при этом медицинском учреждении он поставил трюк «Оживление мертвеца»; в итоге он отказался от операции и немедленно покинул госпиталь. Геннадий Гончаров уверял, что в телефонном разговоре Лонго опроверг слухи об инфаркте, однако, по словам Аллы, её начальник запретил сообщать кому-либо об инфаркте, кроме второй жены Людмилы и дочери Юлии.

### Смерть
Вечером 16 февраля Юрию Лонго снова стало плохо: по словам Гончарова, который разговаривал в тот вечер с Юрием по телефону, голос того был сильно заторможенный, что сам артист объяснял тем, что принял снотворное. Ночью Лонго дозвонился до Никаса Сафронова, попросив его как можно поскорее прилететь в Москву с лекарствами. Однако Сафронов не успел: 17 февраля около 10 часов утра Лонго, по словам Аллы Михайловой, приложил её руку к шее, сказав, что ему там больно, после чего стал задыхаться и хрипеть. Алла собиралась в тот день попросить Людмилу или Юлию позаботиться о Юрии, пока она будет искать лекарства, однако не успела ничего из этого сделать: Юрий умер у неё на глазах. Официальной причиной смерти была названа аневризма аорты.
Ряд коллег и друзей Юрия Лонго (в том числе Геннадий Гончаров) обвинили Григория Грабового в том, что он каким-то «магическим» образом довёл до смерти Лонго в результате возникшей ссоры из-за скандала с обещаниями воскресить детей, погибших в теракте в Беслане: при этом Гончаров отрицал какие-либо проблемы с сердцем у Лонго и сваливал вину в плохом состоянии здоровья артиста на некоторых девушек, «которые его просто доставали». Однако, по словам главного научного сотрудника Института имени Сербского Фёдора Кондратьева, Лонго сам мог внушить себе, что ему мог желать смерти Грабовой. Владимир Цукерман утверждал, что расслоение аорты — последствия разрушения здоровья и организма Лонго, вызванного многочисленными любовными похождениями. По версии Аллы Михайловой, расслоение аорты могло быть вызвано отравлением чёрной икрой, банку с которой Юрий получил в канун Нового 2006 года от некоей Веры Мироненко — поклонницы из Волгограда, которая звонила ему с 2004 года и постоянно передавала подарки в качестве знаков внимания. Во время одного из разговоров Лонго отказал Вере в дальнейших отношениях, и та якобы не простила подобного поступка.

## Наследство и похороны
Наследство Юрия Лонго на февраль 2006 года оценивалось в $1,5 млн. Лонго вкладывал все свои наличные средства и средства на кредитных картах в недвижимость, приобретая квартиры: так, ему принадлежали 5-комнатная квартира на Страстном бульваре в доме сгоревшего ВТО (позже сдавалась под офис Жоресу Алфёрову), трёхкомнатная на Большой Бронной с видом на Пушкинскую площадь (официально Лонго проживал именно там) и двухкомнатная на Сущевском валу (там проживала Елена), а также автомобили Mitsubishi Lancer (машина Юрия) и Daewoo Nexia (б/у, машина Елены). Также он владел дачей на Истре и крупной суммой на шести кредитных картах, средства с которых после смерти Лонго исчезли. Согласно дневниковым записям от 1 декабря 1994 года, у него было в своё время от 2 до 4 личных автомобилей. Неоднократно Лонго заявлял, что намерен оставить всё своей дочери Юлии, чтобы она жила без необходимости зарабатывать дополнительные средства.
28 февраля 2006 года нотариус Ярослав Дзядык в присутствии Аллы Михайловой, Елены Лонго, её брата Константина и Никаса Сафронова огласил завещание, чья дата составления была указана как 8 апреля 2003 года. Завещание удивило многих: всё имущество Лонго отходило его бывшей супруге Елене, а дочь Юлия не получала ничего. Елену публично обвинили в мошенничестве и подделке завещания, даже предположив, что она заставила нотариуса подделать официальный документ. Алексей Гайван утверждал, что Елена была бы последним человеком, которому Лонго по завещанию хоть что-либо мог бы оставить. Юлия попыталась оспорить завещание, в чём её поддержали почти все знакомые Юрия Лонго, за исключением стоявшего на стороне Елены Никаса Сафронова, но проиграла дело в суде.
Отпевание Юрия Лонго прошло в храме Святого Николая в Хамовниках, на нём присутствовали только родственники Юрия и его близкие друзья. При этом среди присутствовавших на отпевании и похоронах были женщины, утверждавшие, что некогда состояли с Лонго в отношениях. Вплоть до публикаций фотографий с отпевания Лонго в церкви ходили слухи о том, что он инсценировал свою смерть и покинул территорию России, уехав в Австралию, а хоронить намеревались некоего бомжа, внешне очень похожего на Лонго. Слухи эти были запущены Геннадием Гончаровым, который не то растерялся, не то был сильно потрясён случившимся, чтобы поверить в это. Артист был похоронен на Востряковском кладбище в Москве 20 февраля 2006 года. Могилу украшает простое надгробие: по словам Владимира Цукермана, на более серьёзный памятник попросту не хватило средств.

## Писатель
Лонго является автором ряда книг, среди которых упоминаются:
- «Профессия — колдун»,
- «Чистая сила. Практическая и любовная магия»,
- «Третий глаз»,
- «Школа колдунов. Тайны практической магии»,
- «Под светом полной луны»,
- «Исповедь колдуна»,
- «Монастырские рецепты от любой хвори»,
- «Семейный травник от всех болезней».

В 1997 году против Лонго прокуратурой Центрального округа Москвы было возбуждено уголовное дело по статье 146 УК РФ («Нарушение авторских и смежных прав»): Лонго украл авторский текст книги «Белая магия, или Чудодейственный ключ» журналистки Э. Л. Самофаловой и включил его без изменений и исправлений типографских опечаток в свой двухтомник «Практическая и любовная магия». Институт русского языка имени Виноградова провёл экспертизу, в ходе которой им пришлось обратиться к первоисточникам — изданиям XIX века. В итоге, несмотря на попытки Лонго опротестовать утверждения о плагиате, эксперты подтвердили факт плагиата. Лонго был приговорён судом к двум годам лишения свободы (данных об отбытии приговора не было), а также вынужден был заплатить большую денежную компенсацию Самофаловой, при этом отказавшись оплачивать услуги женщины-адвоката, которая представляла его интересы в суде.